# Polycyrtus dentatorius
Polycyrtus dentatorius är en stekelart som först beskrevs av Fabricius 1804.  Polycyrtus dentatorius ingår i släktet Polycyrtus och familjen brokparasitsteklar. Inga underarter finns listade i Catalogue of Life.